# Арена (город)
Арена (итал. Arena) — город в Италии, расположен в регионе Калабрия, подчинён административному центру Вибо-Валентия (провинция).
Население составляет 1895 человек, плотность населения составляет 59 чел./км². Занимает площадь 32 км². Почтовый индекс — 89832. Телефонный код — 00963.
Покровителем города считается святитель Николай Чудотворец. Праздник города ежегодно празднуется 6 декабря.
Арена граничит с Аккуаро, Даза, Фабриция, Серра-Сан-Бруно.